# Sénious
Le sénious (ou shâts) est une unité de mesure de poids utilisé dans l'Égypte antique qui a une valeur de 1/12e de deben (dit aussi tabonon), ce qui, au Moyen et Nouvel Empire, équivaut à environ 7,6 grammes.
Deben et sénious sont utilisés comme base pour les échanges commerciaux. Sous la XVIIIe dynastie, une pièce d'étoffe vaut ainsi trois sénious, une vache huit et une chèvre un demi-sénious.